# إنديانابوليس 500 سنة 1970
سباق إنديانا بوليس -500 ميل 1970 أقيم في حلبة إنديانابوليس موتور سبيدواي في 30 مايو 1970 وفاز في السباق أل أنسر ‏ من فريق Vel's بارنالي جونز Racing بمتوسط سرعة 155.749 ميل/س (250.654 كم/س).
وكان أول المنطلقين أل أنسر ‏ بسرعة 170.221 ميل/س (273.944 كم/س).